# Eumenes karafutonis
Eumenes karafutonis är en stekelart som beskrevs av Sk. Yamane 1977. Eumenes karafutonis ingår i släktet krukmakargetingar, och familjen Eumenidae. Inga underarter finns listade i Catalogue of Life.